# Тегісшильський сільський округ
Тегісши́льський сільський округ (каз. Тегісшіл ауылдық округі, рос. Тегисшильский сельский округ) — адміністративна одиниця у складі Сариагаського району Туркестанської області Казахстану. Адміністративний центр — село Тегісшиль.
Населення — 6259 осіб (2021; 6257 у 2009, 3815 у 1999, 3462 у 1989).
Станом на 1989 рік існувала Тегісшильська сільська рада (села 22 Партз'їзд, Абай, Алагбас, Коктобе, Маданієт, Мічуріно, Тегісшиль). Пізніше села Алгабас (колишнє село Алагбас), Куркелес (колишнє село 22 Партз'їзд) та Нурлижол (колишнє село Мічуріно) були передані до складу Куркелеського сільського округу.

## Склад
До складу округу входять такі населені пункти:
| Населений пункт | Колишні назви | Населення, осіб (1989) | Населення, осіб (1999) | Населення, осіб (2009) | Населення, осіб (2021) |
| --------------- | ------------- | ---------------------- | ---------------------- | ---------------------- | ---------------------- |
| Таскескен, село | Абай          | 2215                   | 1943                   | 2572                   | 3217                   |
| Маденієт, село  | Маданієт      | 369                    | 983                    | 988                    | 1272                   |
| --Коктобе, село | -             | 175                    | 268                    | 1432                   | -                      |
| Тегісшиль, село | -             | 703                    | 621                    | 1265                   | 1770                   |